# Champ pétrolifère des Capachos
Le champ pétrolifère des Capachos est un champ pétrolifère situé dans le département d'Arauca, en Colombie. 

## Histoire
Le champ pétrolifère des Capachos fut découvert en février 2002.

## Production
Le champ pétrolifère des Capachos est exploité par Repsol YPF, Total et Ecopetrol. Il produit environ 2 000 barils par jour de brut d'une densité API de 37° et 42 500 mètre3 par jour de gaz naturel.